# Касымходжаев, Сайдусман
Сайдусман Касымходжаев (1915—1994) — старший сержант Рабоче-крестьянской Красной Армии, участник Великой Отечественной войны, Герой Советского Союза (1943).

## Биография
Сайдусман Касымходжаев родился 2 (по новому стилю — 15) мая 1915 года в кишлаке Кавардан (ныне — Ташкентский вилоят Узбекистана). Получил начальное образование, после чего работал в колхозе. В 1938 году Касымходжаев был призван на службу в Рабоче-крестьянскую Красную Армию. С августа 1941 года — на фронтах Великой Отечественной войны. К сентябрю 1943 года сержант Сайдусман Касымходжаев был помощником командира взвода 229-го стрелкового полка 8-й стрелковой дивизии 13-й армии Центрального фронта. Отличился во время форсирования Десны, Припяти и Днепра.
11 сентября 1943 года Касымходжаев вместе со своим взводом одним из первых переправился через Десну в районе села Оболонье Коропского района Черниговской области Украинской ССР и, ворвавшись в немецкую траншею, лично уничтожил около 20 немецких солдат и офицеров. 25 сентября на подступах к Припяти Касымходжаев во главе группы бойцов пробрался в немецкий тыл и атаковал гарнизон села Кошевка Чернобыльского района Киевской области. Благодаря неожиданности нападения противник отступил.
Указом Президиума Верховного Совета СССР от 16 октября 1943 года за «мужество и храбрость, проявленные в боях» сержант Сайдусман Касымходжаев был удостоен высокого звания Героя Советского Союза с вручением ордена Ленина и медали «Золотая Звезда» за номером 3327.
После окончания войны Касымходжаев в звании старшего сержанта был демобилизован. Проживал в кишлаке Акаул Юкорычирчикского тумана, работал заместителем председателя поселкового Совета посёлка Янгибазар.
Был также награждён орденом Отечественной войны 1-й степени и рядом медалей.